# Methuen (Familienname)
Methuen ist ein englischer Familienname schottischer Herkunft, der sich von der alten Baronie Methven in Perthshire, Schottland, ableitet.
Ein Mitglied der Familie namens John de Methven, der Anhänger des Protestantismus war, floh zur Zeit der Reformation in Schottland nach England und änderte die Schreibung seines Namens in Methuen. Die Familie ist danach in Somerset und Wiltshire nachweisbar. John Methuen (1650–1706) aus Bishops Cannings, Wiltshire, war Mitglied des Parlaments für Devizes, von 1697 bis 1703 Lordkanzler von Irland und Mitglied des Privy Council sowie bis zu seinem Tode Botschafter in Portugal, wo er den Methuenvertrag aushandelte. Sein Sohn Paul Methuen (1672–1757) war ebenfalls Botschafter in Portugal sowie in Savoyen und Spanien. Nach ihm ist die Stadt Methuen, Massachusetts, benannt. 1745 kam er in den Besitz von Corsham Court in Corsham, Wiltshire, das seitdem Sitz des Hauptzweigs der Familie ist. Der Whig-Parlamentarier Paul Methuen (1779–1849) wurde 1838 als Baron Methuen, of Corsham in the County of Wilts, zum erblichen Peer erhoben. Der Großvater des ersten Barons, Paul Methuen, war der Cousin und Erbe von Sir Paul Methuen, eines seinerzeit bekannten Politikers, Höflings, Diplomaten und Förderer von Kunst und Literatur. Dieser wiederum war der Sohn von John Methuen (1650–1706), Lord Chancellor von Irland zwischen 1697 und 1703 und Botschafter in Portugal. Letzterer handelte den Methuenvertrag aus. Er sah vor, dass England ohne Hindernisse Textilien nach Portugal (und dessen Kolonien) exportieren durfte, während Portugal Portwein nach England ausführte. Dieser Vertrag führte letztendlich dazu, dass französischer Burgunder auf dem englischen Markt durch Portwein verdrängt wurde. Der 3. Baron, Paul Methuen (1845–1932), war ein prominenter Soldat, u. a. im Zweiten Burenkrieg, seit 1911 Feldmarschall und während des Ersten Weltkriegs Gouverneur von Malta.
Algernon Methuen (1856–1924), Gründer des Verlagshauses Methuen Publishing, ist nicht mit der Familie verwandt, sondern nahm diesen Nachnamen 1889 an.

## Namensträger
- Charlotte Methuen (* 1964), britische Kirchenhistorikerin
- John Methuen (1650–1706), englischer Diplomat und Richter
- Paul Methuen, 3. Baron Methuen (1845–1932), britischer Feldmarschall
- Robert Methuen, 7. Baron Methuen (1931–2014), britischer Politiker